# Kommunales Kino Freiburg

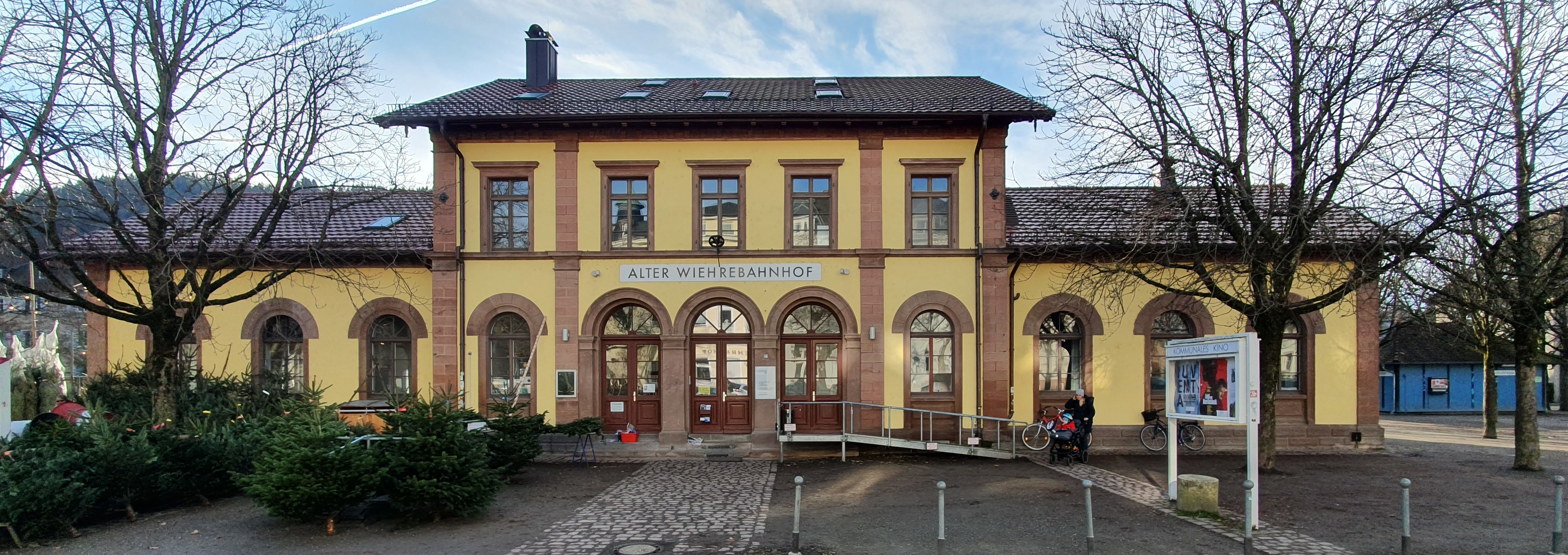
Alter Wiehrebahnhof mit Kommunalem Kino in Freiburg

Das Kommunale Kino Freiburg ist ein nichtkommerzielles Kino in Freiburg im Breisgau. Es wurde 1972 gegründet.

## Geschichte
Die Initiative zur Gründung eines Kommunalen Kinos in Freiburg ging vom Arbeitskreis Soziales der Freiburger Jungsozialisten aus. Am 23. November 1972 wurde schließlich in der Feierling-Gaststätte die Arbeitsgemeinschaft Kommunales Kino gegründet. Die erste öffentliche Filmvorführung fand am 8. Januar 1973 in Räumen der Gewerbeschule II am Friedrichring statt.
1981 zog das Kommunale Kino gemeinsam mit der Freien Künstlergruppe Freiburg (fkf) in den Alten Wiehrebahnhof der Höllentalbahn. Neben den Büroräumen des Kinos und dem Kinosaal ist in dem Gebäude ein Galerieraum untergebracht. 1981 wurde das Café im Alten Wiehrebahnhof eingerichtet. Nach der Auflösung der fkf zog 2003 das Literatur Forum Südwest in den Alten Wiehrebahnhof ein. 2017 wechselte es ins Literaturhaus in der Alten Uni.
Zeitweise gab das Kommunale Kino mit Journal Film eine eigene Filmzeitschrift heraus.

## Programm
»Andere Filme anders zeigen« – mit diesem Leitspruch kommunaler Filmarbeit ist auch das Programm des Freiburger Kommunalen Kinos gut beschrieben. Neben Filmklassikern und aktuellen Neuaufführungen prägen viele Kooperationen mit anderen Vereinen und Einrichtungen das Programm. Filmhistorische und -analytische Vorträge und Einführungen ergänzen das Filmprogramm. Regelmäßige Programmplätze gibt es unter anderem für Experimentalfilme (kino avantgarde), Stummfilme mit Livebegleitung, Kinderkino und französisches Kino. Ein besonderer Schwerpunkt ist das Mittwochskino, das neben ethnografischen Filmen Kino aus dem Trikont und/oder mit Migrationshintergrund präsentiert.
Das Kommunale Kino ist ein Spielort des CineLatino und des Brazil-Plural-Festivals und veranstaltet seit 1985 alle zwei Jahre mit dem Freiburger film forum ein renommiertes Festival des ethnographischen Films.
Neben Installationen, Foto- und Kunstausstellungen werden in dem gemeinsam mit der Galerie im Alten Wiehrebahnhof konzipierten Ausstellungsformat „Kunstfestival Grenzgänger*innen“ einmal jährlich Werke europäischer Kunstschaffender der Outsider Art/Art brut mit einem filmischen Begleitprogramm ausgestellt.
Für sein Programm wurde das Kino bereits sechsmal mit dem Kinopreis des Kinematheksverbunds ausgezeichnet, zuletzt 2005, 2006, 2007, 2008 und 2010.